# Ланцев, Алексей Юрьевич
Алексей Ланцев (род. 1970, Краснодар, Россия) — российский современный художник. Живёт и работает в Москве.

## Биография
В 1986 окончил Краснодарское художественное училище. В 1996 — выпускник Московского художественного института им. В. И. Сурикова. Обучался в мастерской Н. И. Андронова. Влияния на художника, как в его фигуративных, так и в абстрактных полотнах оказали модернисты — Анри Матисс, Виллем де Кунинг, Хоан Миро и Георг Базелиц.
В издании Design Chat заметили, что во время обучения цвет картин художника был более мрачным, скорее всего, потому что Алексей учился в мастерской Николая Андронова, мастера «сурового стиля». После окончания института эта мрачность пропала. «Часто про мои работы говорят, что главное в них — цвет, — рассказывает Алексей. — Это правда, но лишь отчасти, потому что цвет сам по себе ничего не значит. Гораздо большее значение имеет, как цвета взаимодействуют друг с другом. Я думаю, что это очень близко дизайнерам, они ведь делают то же самое — решают проблему цветовых отношений».
С 1996 участвовал в многочисленных выставках в Москве и за рубежом. Провёл более 20 персональных выставок в России, Франции, Германии, Великобритании, Швейцарии и Гонконге. Автор 10 монументальных проектов-росписей в Москве и на Чукотке. Участвовал в аукционах Vladey (Москва) и в аукционе современного искусства «Мост» (Краснодар). В октябре 2016 открыл персональную выставку в Wolfson College Cambridge.
Стиль художника близок к экспрессионизму. Однако, в отличие от законодателей направления, «экспрессия у художника возникает не от внутреннего потрясения, а от оптимистического состояния». Основной мотив в работах — пейзажи, написанные художником в Италии, Франции, Португалии, Грузии или Турции. Как правило, художник много путешествует, делая наброски и эскизы. «Основная работа уже идет в мастерской, цвет держу в голове и заканчиваю работу по памяти, — говорит Алексей. — Надо полагаться на интуицию. Натура иногда мешает, увлекая правдивыми соотношениями, и вещь теряет очарование».

## Выставки

### 2019
- с 19 марта по 3 апреля — персональная выставка «Три путешествия» в галерее «Роза Азора».[7][8] Тема показа — движение российского художника к преодолению границ европейского юга.[9]
- c 30 ноября 2018 по 24 февраля — персональная выставка «Организованный оптимизм» в музее современного искусства Эрарта (Санкт-Петербург).[10] Мачты яхт, силуэты кораблей, лодок всех мастей на причале и в море, бульвары и площади, кафе и фонари погружают в тихий мир прибрежных городов.[11]
- первая персональная выставка Алексея Ланцева «Южный ветер» в Краснодаре. Экспозиция включает 14 полотен. Из них 2 — это абстрактная живопись, остальные — пейзажная. На полотнах изображены портовые города мира. Можно увидеть Санкт-Петербург, Новороссийск, Марсель, Рим и Лондон.[12]

### 2018
- с 14 декабря по 14 января — персональная выставка «Форма отношений» в галерее «Красный мост» (Вологда).[13] По словам организаторов, «свобода присутствует во всех работах Алексея Ланцева, создавая ощущение легкости, спонтанности, импровизации. А его обращение с цветом подобно абсолютному слуху у музыкантов».[6]
- c 18 апреля по 20 марта — персональная выставка «Рыба ждёт» в галерее «Роза Азора».[14][15]

### 2015
- c 3 февраля по 24 февраля — персональная выставка «Атлас» в галерее «Роза Азора». Серия работ Ланцева посвящена Грузии, Испании, Италии, Турции, Франции и Португалии.[16]